# 佩德罗·帕索斯·科埃略
佩德罗·曼努埃尔·马梅德·帕索斯·科埃略（葡萄牙語：Pedro Manuel Mamede Passos Coelho，葡萄牙語發音：[ˈpeðɾu mɐnuˈɛɫ mɐˈmɛðɨ ˈpasuʃ kuˈeʎu]；1964年7月24日—），葡萄牙政治人物，社会民主党主席，于2011年至2015年担任葡萄牙总理。

## 个人生活
佩德罗·帕索斯·科埃略1964年7月24日出生于葡萄牙科英布拉。他的父亲António Passos Coelho是一名医生，母亲Maria Rodrigues Santos是一名护士。他有一个姐姐 Maria Teresa Mamede Passos Coelho，也是医生，还有一个哥哥Miguel Mamede Passos Coelho，生下来就是脑瘫。
帕索斯·科埃略与歌手Fátima Padinha结婚，他们有两个女儿：Joana Padinha Passos Coelho (生于1988年)，Catarina Padinha Passos Coelho (生于1993年)，他们已离婚，后来他与理疗技师Laura Ferreira结婚，与她有一个女儿： Júlia Ferreira Passos Coelho (生于2007年)。除了母语葡萄牙语，他还能讲一些英语。

## 葡萄牙总理
在2011年6月5日的葡萄牙議會選舉中，社会民主党获得胜利，與同屬右翼的人民黨組建聯合政府，帕索斯·科埃略击败前总理若瑟·苏格拉底，被總統席尔瓦任命为新一任总理。 他的當選，成為葡萄牙37年來總統和總理同屬右翼。
2015年10月4日，帶領葡萄牙前進聯盟勝選，但議席不過半，只能組織少數派政府。11月10日，在左翼三黨結盟之下，其提出的施政方針被否決，就任只有11天的政府宣告倒台，成為1974年康乃馨革命以來最短命的政府，他也自動失去總理職務。